# Validentia horishana
Validentia horishana är en stekelart som först beskrevs av Tohru Uchida 1925.  Validentia horishana ingår i släktet Validentia och familjen brokparasitsteklar. Inga underarter finns listade i Catalogue of Life.